# كيفن فينيجان
كيفن فينيجان (بالإنجليزية: Kevin Finnegan)‏ مواليد 18 أبريل 1948 في اور، باكينغهامشير، إنجلترا، المملكة المتحدة - الوفاة 23 أكتوبر 2008، كان ملاكم محترف بريطاني صنّف ضمن فئة الوزن المتوسط.

## المسيرة الاحترافية
من نزالاته:
- خسر أمام مارفيلوس مارفين هاغلر بالضربة الفنية القاضية (1978/05/13).
- خسر أمام مارفيلوس مارفين هاغلر بالضربة الفنية القاضية (1978/03/04).
- خسر أمام آلان مينتر (1977/11/08).
- خسر أمام آلان مينتر (1976/09/14).
- خسر أمام آلان مينتر (1975/11/04).

## إحصائيات
خاض خلال مسيرته 47 نزالا، فاز في 35 وتعادل في 1 وخسر في 11. فاز بالضربة القاضية في 13 نزالا.

## روابط خارجية
- كيفن فينيجان على موقع بوكس ريك (الإنجليزية) (registration required)